# Andrés Guardado
José Andrés Guardado Hernández, född 28 september 1986 i Guadalajara, är en mexikansk fotbollsspelare som spelar för León.

## Karriär
Den 18 januari 2024 blev Guardado klar för en återkomst i Mexiko då han skrev på ett 1,5-årskontrakt med León.